# Émerchicourt
Émerchicourt és un municipi francès, situat a la regió dels Alts de França, al departament del Nord. L'any 2006 tenia 962 habitants. Limita al nord amb Aniche, al nord-est amb Abscon, a l'est amb Mastaing, al sud-est amb Marquette-en-Ostrevant, al sud-oest amb Marcq-en-Ostrevent, a l'oest amb Monchecourt i al nord-oest amb Auberchicourt.

## Demografia
| 1962                                       | 1968 | 1975 | 1982 | 1990 | 1999 | 2006 |
| ------------------------------------------ | ---- | ---- | ---- | ---- | ---- | ---- |
| 578                                        | 645  | 673  | 773  | 936  | 921  | 974  |
| Des de 1962: població sense dobles comptes |      |      |      |      |      |      |

## Administració
| Període   | Identitat      | Partit |
| --------- | -------------- | ------ |
| 1977-2001 | Jean Midavaine | PCF    |
| 2001-2008 | Daniel Dufour  |        |
| 2008-     | Michel Loubert | PCF    |